# Waseda Bungaku
Waseda Bungaku (jap. 早稲田文学, wörtlich: „Waseda-Literatur“) ist der Name einer japanischen Literaturzeitschrift, die von Shōyō Tsubouchi gegründet und seit 1891 vom Fachbereich Literatur der Waseda-Universität herausgegeben wird.
Neben den beiden Zeitschriften Shinshichō (新思潮), die dem Neorealismus zugeordnet wird und neben der Zeitschrift Mita Bungaku der Keiō-Universität, die sich dem Ästhetizismus widmet, zählt die Waseda Bungaku in der Literaturgeschichte zum japanischen Naturalismus. Nachdem die Zeitschrift zwischen Einstellung und Fortsetzung hin und her pendelte, wird sie seit 2007 unregelmäßig publiziert und landesweit jetzt unter dem Kürzel „WB“ kostenlos verteilt. Bis Mai 2005 (Ausgabe 9) war sie in Buchhandlungen verkauft worden.

## Überblick
- Ausgabe 1 (1891–1898)

Unter der Leitung von Tsubouchi setzte die Zeitschrift eine Diskussion über die Bedingungen und die Funktion des Romans in Gang. Neben mehreren Abhandlungen Tsubouchis veröffentlichte die Waseda Bungaku auch Beiträge von Ōgai Mori, Hōgetsu Shimamura und Ryurō Hirotsu. Bekannt ist in diesem Zusammenhang die Debatte über den „Mangel an Idealismus“ (没理想論争, botsurisō ronsō) zwischen Tsubouchi und Mori.
- Ausgabe 2 (1906–1927)

Geleitet von Hōgetsu Shimamura, der in jener Zeit von einem Auslandsaufenthalt zurückkehrte, stellte die Waseda Bungaku Romane wie  „Ausgestoßen“ (破戒, Hakai, 1906) von Tōson Shimazaki und Futon (蒲団, 1907) von Katai Tayama vor und blieb damit das Flaggschiff des japanischen Naturalismus. Neue Mitarbeiter kamen hinzu, darunter Hakuchō Masamune und Ujaku Akita.
- Ausgabe 3 (1934–1949)

Während des Pazifikkrieges wurde die Zeitschrift unter der Leitung von Seiji Tanizaki, dem jüngeren Bruder von Jun’ichirō Tanizaki fortgeführt.
- Ausgabe 4 (1949)
- Ausgabe 5 (1951–1953)
- Ausgabe 6 (1959)
- Ausgabe 7 (1969–1975)

Von 1969 bis 1971 arbeitete Masaaki Tachihara als Chefredakteur für die Waseda Bungaku, 1971 folgte ihm Yorichika Arima.
- Ausgabe 8 (1976–1997)

Diese Ausgabe wurde vom Romanisten Tokuyoshi Hiraoka als Herausgeber wie Redakteur verantwortet. Publiziert wurden die vieldiskutierten Werke von Noriko Minobe und Yukiko Mitsuishi. 1984 wurde zudem der „Waseda-Literaturpreis für Debütanten“ (早稲田文学新人賞, Waseda Bungaku Shinjinshō) eingerichtet.
- Ausgabe 9 (1997–2005)

Die beiden Literaturkritiker Yūichi Ikeda und Makoto Ichikawa bereichern das Redaktionsteam, wodurch sich der Schwerpunkt in Richtung Literaturkritik verschiebt.
- Ausgabe 10 (1997 -)

Im Februar 2010 erschien eine Sonderausgabe unter dem Titel „wasebun U30“, in der ausschließlich Romane und Kritiken von Autoren unter 30 Jahren veröffentlicht wurden. Unter den Romanen dieser ersten Sonderausgabe befanden sich Werke von Iruma Hitoma, Ririko Kobayashi, Shii Kodō und Hiroshi Satō. Durch eine Spende der Hinterbliebenen von Tokuyoshi Hiraoka wurde ein Fonds eingerichtet, der zur Unterstützung junger und experimentell schreibender Autoren dient.